# Notolaemus unifasciatus
Notolaemus unifasciatus är en skalbaggsart som först beskrevs av Pierre André Latreille 1804.  Notolaemus unifasciatus ingår i släktet Notolaemus, och familjen ritsplattbaggar. Enligt den svenska rödlistan är arten sårbar i Sverige. Arten förekommer i Götaland och Gotland. Artens livsmiljö är skogslandskap.